# Пояс цнотливості
«Пояс цнотливості» (італ. «La cintura di castità») — італійська кінокомедія режисера Паскуале Феста Кампаніле з Тоні Кертісом і Монікою Вітті в головних ролях, що вийшла 6 лютого 1968 року.

## Сюжет
Лицар Геррардо да Монтоне отримує у своє розпорядження маєток з замком, слугами, селянами й донькою лісника. Остання, дівчина, на ім'я Боккадоро, що означає «Золоті Уста», з'явилася в замок вимагати уваги від свого нового синьйора. Згодом Геррардо да Монтоне вирішив одружитися з дівчиною, але прийшов наказ вирушати на війну з невірними. Геррардо надів на Боккадоро пояс вірності і вирушив воювати.

## У ролях
| Моніка Вітті      | ···· | Боккадоро     |
| Тоні Кертіс       | ···· | Геррардо      |
| Г'ю Гріффіт       | ···· | Ібн-Ель-Рашид |
| Джон Річардсон    | ···· | Дракон        |
| Іво Гаррані       | ···· | Дюк Пандольфо |
| Ніно Кастельнуово | ···· | Сент-Маркуф   |
| Франческо Мул     | ···· | Рієнці        |
| Франко Спортеллі  | ···· | Бертуччо      |

## Знімальна група
| Режисер    | ···· | Паскуале Феста Кампаніле                    |
| Сценарій   | ···· | Луїджі Маньї, Ларрі Гелберт, Уго Лібераторе |
| Оператор   | ···· | Карло Ді Пальма                             |
| Продюсер   | ···· | Франческо Мацей                             |
| Композитор | ···· | Ріц Ортолані                                |
| Монтаж     | ···· | Габріо Асторі, Чарльз Нельсон               |
| Художник   | ···· | П'єро Полетто, Даніло Донаті                |